# جون ويلر (سياسي)
جون ويلر هو محامي وسياسي أمريكي، ولد في 11 فبراير 1823 في Seymour, Connecticut ‏ في الولايات المتحدة، وتوفي في 1 أبريل 1906 في نيويورك في الولايات المتحدة. نشط حزبياً في الحزب الديمقراطي. وقد انتخب عضو مجلس النواب الأمريكي ‏.